# Peter Opsvik
Peter Opsvik, född 25 mars 1939 i Stranda, Møre og Romsdal, död 30 september 2024, var en norsk inredningsarkitekt och möbelformgivare.
Opsvik utbildade sig vid Kunst- og håndverkskolen i Bergen och Statens håndverks- og kunstindustriskole i Oslo. Åren 1965–1970 var han verksam som formgivare vid Tandbergs Radiofabrik. Från 1970 arbetade han som frilansande möbeldesigner och inriktade sig särskilt på förhållandet mellan kroppen och stolen, exempelvis i hans mest ikoniska stol Globe Garden (1985), barnstolen Trip trapp (1972) och Variable balans (1979, tillsammans med Svein Gusrud och Oddvin Rykken).
Opsvik har deltagit i en rad utställningar både i Norge och utomlands och har mottagit flera utmärkelser.

## Priser och utmärkelser
- 1984, 1986 – Årets möbel
- 1986 – Jacobpriset
- 1986 – Norska designrådets klassikerpris för god design
- 2000 – Torsten och Wanja Söderbergs pris[12]
- 2011 – Nordiska designpriset, för stolen Viola[13]
- 2011 – Red dot award, för kontorsstolen HÅG Capisco Puls[14]

Opsvik är representerad vid bland annat Nationalmuseum i Stockholm och Röhsska museet.